# كيكو سوزا
كيكو سوزا هو لاعب كرة قدم برتغالي، ولد في 24 يوليو 1993 في فونشال في البرتغال. لعب مع نادي تيرسينس ‏.

## وصلات خارجية
- كيكو سوزا على موقع قاعدة بيانات كرة القدم.إي يو (الإنجليزية)
- كيكو سوزا على موقع Soccerway.com (الإنجليزية)